# Henle-Koch-Postulate
Die Henle-Koch-Postulate, häufig auch nur Koch-Postulate oder Kochsche Postulate genannt, beschreiben historisch für die Verursachung (Ätiologie) einer Infektionskrankheit die Ursache-Wirkungs-Beziehung zwischen einem Parasiten und dem Wirt. Mithilfe dieser Postulate kann der ursächliche Zusammenhang experimentell überprüft und abgegrenzt werden. Sind sie erfüllt, kann ein Mikroorganismus zu Recht als Erreger einer Krankheit betrachtet werden. Allerdings setzen diese strengen Kriterien sehr enge Grenzen; so müssen in manchen Fällen nicht alle Forderungen zwingend erfüllt sein, damit ein ätiologisches Agens zutreffend als Krankheitserreger bezeichnet werden kann, wie schon Koch 1890 darlegte. Zur Zeit ihrer Formulierung waren wichtige Erkenntnisse moderner Infektiologie – beispielsweise zu Viren und zu symptomfreien Krankheitsüberträgern wie etwa Dauerausscheidern – noch unbekannt.
Der Name der Postulate ergibt sich aus den Vorarbeiten des Anatomen und Pathologen Jakob Henle (1809–1885) sowie aus den Arbeiten der Ärzte und Mikrobiologen Robert Koch (1843–1910) und Friedrich Loeffler (1852–1915).

## Geschichte
Die Anforderungen der Postulate lassen sich auf Henles Aufsatz „Von den Miasmen und Contagien und von den miasmatisch-contagiösen Krankheiten“ aus dem Jahre 1840 zurückführen, wo er die Vermutung äußerte, dass parasitäre Kleinstlebewesen die Ursache von Infektionen seien, und formulierte: „Daß sie [die Mikroorganismen] wirklich das Wirksame sind, wäre empirisch nur zu beweisen, wenn man […] [das] Kontagium isolieren [und seine Wirkung] beobachten könnte, ein Versuch, auf den man wohl verzichten muß.“ Eine weitere Quelle sind Arbeiten Edwin Klebs’ aus den 1870er Jahren, in denen er den klassischen Dreischritt von Isolieren, Kultivieren, Verimpfen formulierte, ohne diesen jedoch für unbedingt erforderlich zu erklären. Robert Koch, der bei Henle in Göttingen studiert hatte, notierte keine Postulate dieser Form, sondern gab eine Zusammenstellung bestimmter Kriterien für eine Infektion an, so 1878 in einer Publikation über Wundinfektionskrankheiten und 1884 in einem Aufsatz über Tuberkulose. Friedrich Loeffler, ein Mitarbeiter von Koch, war es, der 1883 erstmals die drei Schritte als Postulate bezeichnete und durchnummerierte. In seiner Arbeit über den Diphtheriebazillus formulierte er wie folgt:

„Wenn nun die Diphtherie eine durch Mikroorganismen bedingte Krankheit ist, so müssen sich auch bei ihr jene drei Postulate erfüllen lassen, deren Erfüllung für den stricten Beweis der parasitären Natur einer jeden derartigen Krankheit unumgänglich nothwendig ist:

1) Es müssen constant in den local erkrankten Partien Organismen in typischer Anordnung nachgewiesen werden.

2) Die Organismen, welchen nach ihrem Verhalten zu den erkrankten Theilen eine Bedeutung für das Zustandekommen dieser Veränderungen beizulegen wäre, müssen isolirt und rein gezüchtet werden.

3) Mit den Reinculturen muss die Krankheit experimentell wieder erzeugt werden können.“

Koch selbst variierte seine Methodik häufig und sprach auch nie von Postulaten. Loefflers Postulate bilden aber die Methodik ab, die beide in ihrer gemeinsamen Arbeit über Tuberkulose verwendet hatten. Robert Koch, der dazu ebenfalls 1884 veröffentlichte, stellte aber das Problem und nicht die Lösung in den Mittelpunkt seiner Ausführungen:

„Die auf diesem Wege gewonnenen Tatsachen können möglicherweise schon soviel Beweismaterial liefern, daß nur noch der äußerste Skeptizismus den Einwand erheben kann, daß die gefundenen Mikroorganismen nicht Ursache, sondern nur eine Begleiterscheinung der Krankheit seien. Oft wird dieser Einwand allerdings eine gewisse Berechtigung haben, und es gehört deswegen zur vollständigen Beweisführung, daß man sich nicht alleine damit begnügt, das Zusammentreffen der Krankheit und der Parasiten zu konstatieren, sondern daß außerdem direkt diese Parasiten als eigentliche Ursache der Krankheit nachgewiesen werden. Dies kann nur in der Weise geschehen, daß die Parasiten vom erkrankten Organismus vollständig abgetrennt und von allen Produkten der Krankheit, welchen etwa ein krankmachender Einfluß zugeschrieben werden könnte, befreit werden, und daß durch Einführung der isolierten Parasiten in den gesunden Organismus die Krankheit mit allen ihren eigentümlichen Eigenschaften von neuem hervorgerufen wird.“

Auf dem 10. Internationalen Medizinischen Kongress von 1890 in Berlin trug Koch „Über bakteriologische Forschung“ vor. Dabei sah er die Anforderung an die Beweisführung eines ursächlichen Zusammenhanges nicht strikt an diese Postulate gebunden; er vertrat hier, insbesondere im Hinblick auf die Cholera, vielmehr die Auffassung:

„Wir sind deshalb wohl jetzt schon zu der Behauptung berechtigt, daß, wenn auch nur die beiden ersten Forderungen der Beweisführung erfüllt sind, wenn also das regelmäßige und ausschließliche Vorkommen des Parasiten nachgewiesen wurde, damit der ursächliche Zusammenhang zwischen Parasit und Krankheit auch vollgültig bewiesen ist.“

Heute werden die Postulate nicht mehr in strikter Form gefordert, sie sind aber eine beliebte historische Referenz in infektiologischen Arbeiten.

## Moderne Form der Postulate
Im „goldenen Zeitalter der Mikrobiologie“, das auf die Entdeckungen Louis Pasteurs, Kochs, Loefflers Entdeckungen folgte, galten Kochs Postulate uneingeschränkt. Zahlreiche Infektionskrankheiten wurden entdeckt, Therapien und Impfungen entwickelt.
Inzwischen ist bekannt, dass es auch Erreger von Infektionskrankheiten gibt, mit denen sich nicht alle Koch’schen Postulate erfüllen lassen. Viren beispielsweise lassen sich auf einfachen Nährmedien nicht kultivieren, ebenso bestimmte Bakterien (Rickettsien, Chlamydien, Treponemen). Andere Erreger wirken auf Tiere anders als auf Menschen, sodass das dritte Postulat verletzt wird (z. B. beim Erreger der Gonorrhoe, Neisseria gonorrhoeae). Andere Erreger sind überhaupt erst mit modernen molekularbiologischen Methoden nachweisbar geworden. Es war deshalb erforderlich, die „Postulate“ neu zu fassen:
Das erste Postulat betrifft den regelmäßigen, z. B. mikroskopischen Nachweis des Erregers in den Produkten der betreffenden Krankheit. Das zweite Postulat behandelt die Reinzüchtung des Erregers außerhalb des erkrankten Organismus. Das dritte Postulat bestimmt den Nachweis der pathogenen Eigenschaften des reingezüchteten Erregers. Ein heute ergänztes viertes formuliertes Postulat rechnet auch noch den Nachweis immunologischer Erreger-Wirt-Beziehungen dazu.

### Erstes Postulat
Das Auffinden des natürlichen Standorts der obligat pathogenen Erreger entspricht dem ersten Postulat. Jeder Erreger besitzt ein bestimmtes Wirtsspektrum bzw. eine bestimmte Gewebe- oder Organaffinität. Pathogene Eigenschaften des Erregers und die Empfindlichkeit des Wirts verhalten sich reziprok zueinander. So bedingt eins das andere und umgekehrt. Die beste Form der gegenseitigen Anpassung ist die Symbiose, das Zusammenleben von Erreger und Wirt mit gegenseitigem Nutzen. Beispielsweise sind Menschen, die Typhusbakterien ausscheiden, gegen die eigenen Keime, die für nichtimmune Personen hochgefährlich sind, immun. Verschiedene Übertragungsmechanismen gewährleisten die Weiterverbreitung bestimmter Erreger, wenn der Wirt und mit ihm der „Standort“ stirbt oder wenn die Parasiten der Wirtsabwehr erliegen. Andere Übertragungsmechanismen sind an die weitere Existenz des Standorts gebunden.
Kurz: Der mutmaßliche Krankheitserreger muss immer mit der Krankheit assoziiert sein und darf in gesunden Tieren nicht nachgewiesen werden.

### Zweites Postulat
Die Erfüllung des zweiten Postulats stellt besondere Anforderungen an die Arbeit des Nährbodens für die Züchtungsbedingungen. Es sollen die natürlichen Umweltbedingungen des Erregers simuliert und dessen pathogene Eigenschaften erhalten bleiben.
Kurz: Der mutmaßliche Erreger muss in Reinkultur gezüchtet werden.

### Drittes Postulat
Das dritte Postulat beruht auf dem Nachweis der pathogenen Eigenschaften des Erregers. Die gesuchten Merkmale müssen mit Labormethoden quantitativ überprüfbar sein. Das Haften und Eindringen, die Vermehrungskraft und Pathogenität sind Eigenschaften, die von der Virulenz, d. h. der Anzahl der notwendigen Erreger, und der Immunität abhängig sind, also der Wirtsabwehr. Im Tierversuch wird entweder die Eindringungs- und Vermehrungspotenz der Erreger und bzw. oder deren Pathogenität gemessen. Fehlt die pathogene Wirkung im Tier oder sind die Faktoren derselben im Tierversuch andere als beim Menschen, so ist der Vergleich zwischen der experimentellen Infektion und der des Menschen zweifelhaft.
Kurz: Eine Reinkultur des mutmaßlichen Erregers sollte im gesunden Tier die Krankheit auslösen.

### Ergänzung: Viertes Postulat
Das ergänzende vierte Postulat behandelt die immunologische Erreger-Wirt-Beziehung. Hier wird der Krankheitserreger in Bezug auf die Fähigkeit definiert, nach dem Eindringen und der Vermehrung das System der weißen Blutzellen (Leukozyten) des Wirtes zur Bildung von Antikörpern zu stimulieren. Antikörper sind Proteine, die durch eine Neusynthese und Freigabe in die Körperflüssigkeiten gegen den ursächlichen Erreger gebildet werden oder schon vorhanden sind. Aufgrund ihrer spezifischen Struktur sind sie fähig, die pathogene Potenz des Erregers, seine Vermehrungskraft bzw. seine Pathogenität, nach der Bindung an den Krankheitserreger oder dessen pathogene Ausscheidungen zu reduzieren bzw. zu neutralisieren. Das Vorhandensein solcher Antikörper ist zugleich ein wichtiger Hinweis auf ablaufende oder abgelaufene Kontakte zwischen den Geweben des Wirts und den Krankheitserregern.
Insbesondere ist die Steigerung bzw. die Senkung der messbaren Antikörperwirkungen im Blut des Wirts eine Erkennungshilfe, wenn die Erreger nicht oder schwierig zu züchten sind, wenn Schutzimpfungen geplant und deren Erfolg bestimmt werden sollen oder wenn der Stand der Abwehrbereitschaft und somit die Verbreitung des Erregers in der Bevölkerung untersucht werden sollen.
Kurz: Der Organismus muss reisoliert werden und identisch mit dem ursprünglichen Erreger sein.